# Campeonato Mundial de Esgrima de 1929
El VII Campeonato Mundial de Esgrima se celebró en Nápoles (Italia) en 1929 bajo la organización de la Federación Internacional de Esgrima (FIE) y la Federación Italiana de Esgrima.

## Medallistas

### Masculino
| Evento              | Oro | Plata                                                                           | Bronce                                                                             |
| ------------------- | --- | ------------------------------------------------------------------------------- | ---------------------------------------------------------------------------------- |
| Florete individual  | Oreste Puliti Italia | Philippe Cattiau Francia                                                        | Giulio Gaudini Italia                                                              |
| Florete por equipos | Dante Carniel Giulio Gaudini Nicola Girace Gioacchino Guaragna Gustavo Marzi Ugo Pignotti Oreste Puliti Ciro Verratti Italia | Raymond Bru · Balthazar De Beuckelaer · Charles Debeur · Robert T'Sas · Bélgica | János Hajdú Ottó Hátszeghy Gusztáv Kálniczky György Piller György Rozgonyi Hungría |
| Espada individual   | Philippe Cattiau Francia | Franco Riccardi Italia                                                          | Marcello Bertinetti Italia                                                         |
| Sable individual    | Gyula Glykais Hungría | Gustavo Marzi Italia                                                            | Attila Petschauer Hungría                                                          |

### Femenino
| Evento             | Oro                     | Plata                          | Bronce              |
| ------------------ | ----------------------- | ------------------------------ | ------------------- |
| Florete individual | Helene Mayer · Alemania | Johanna de Boer · Países Bajos | Margit Dany Hungría |

## Medallero
| Núm. | País         | Oro | Plata | Bronce | Total |
| ---- | ------------ | --- | ----- | ------ | ----- |
| 1    | Italia       | 2   | 2     | 2      | 6     |
| 2    | Francia      | 1   | 1     | 0      | 1     |
| 3    | Hungría      | 1   | 0     | 3      | 4     |
| 4    | Alemania     | 1   | 0     | 0      | 1     |
| 5    | Bélgica      | 0   | 1     | 0      | 1     |
| 5    | Países Bajos | 0   | 1     | 0      | 1     |
|      | TOTAL        | 5   | 5     | 5      | 15    |